# Andrène à face jaune
Andrena aliciae
Espèce
L'Andrène à face jaune (Andrena aliciae) est une espèce d'andrènes de la famille des Andrenidae,. Cette espèce est présente en Amérique du Nord,.

## Description
L'holotype de Andrena aliciae, une femelle, mesure 12 mm.

## Publication originale
- (en) Charles Robertson, « Descriptions of New Species of North American Bees », Transactions of the American Entomological Society, vol. 18,‎ 1891, p. 49-66 (ISSN 0002-8320 et 2162-3139, JSTOR 25076556, lire en ligne).